# Promised You a Miracle
Singles de Simple Minds
Sweat in Bullet
(1981) Glittering Prize
(1982)
Clip vidéo
[vidéo] « Promised You a Miracle », sur YouTube
Pistes de New Gold Dream (81,82,83,84)
Colours Fly and Catherine Wheel
(2) Big Sleep
(4)
Promised You a Miracle est une chanson du groupe de rock écossais Simple Minds sortie en single le 2 avril 1982. Elle figure dans l'album New Gold Dream (81,82,83,84) sorti en septembre 1982.

## Accueil commercial
C'est le premier succès commercial majeur du groupe au Royaume-Uni où il atteint la 13e place des ventes de singles. Jusqu'ici, le titre le mieux classé était Love Song à la 47e place en 1981. La chanson marche également dans plusieurs pays européens mais aussi en Australie et en Nouvelle-Zélande où elle se classe dans le Top 10.

## Contexte
Promised You a Miracle est le premier morceau enregistré sans le batteur d'origine, Brian McGee, remplacé en octobre 1981 par Kenny Hyslop (en). Ce dernier est d'ailleurs à l'origine de l'inspiration de la chanson. En effet, c'est en écoutant dans le bus de la tournée Sons and Fascination une cassette audio d'un concert de funk qu'il avait enregistré pendant sa diffusion sur une radio, que les membres du groupe ont particulièrement aimé un riff joué par la section de cuivres qui allait servir de base à la composition du morceau, lequel est enregistré en janvier 1982. 
Kenny Hyslop quitte cependant Simple Minds le mois suivant, cédant sa place à Mike Ogletree (en). Il ne fait donc plus partie du groupe quand le single sort en avril 1982.

## Autres versions
En 1987, la chanson fait l'objet d'un nouveau single, cette fois en version live, tiré de l'album Live in the City of Light, qui est un succès essentiellement au Royaume-Uni et en Irlande.
En 2016, le groupe enregistre une version acoustique en compagnie de la chanteuse KT Tunstall sur l'album Acoustic.

## Classements hebdomadaires
| Classement (1982)                      | Meilleure position |
| -------------------------------------- | ------------------ |
| Australie (Kent Music Report)          | 10                 |
| Belgique (Flandre Ultratop 50 Singles) | 31                 |
| Espagne (Promusicae)                   | 50                 |
| États-Unis (Hot Dance Club Play)       | 65                 |
| Irlande (IRMA)                         | 25                 |
| Nouvelle-Zélande (RMNZ)                | 9                  |
| Pays-Bas (Single Top 100)              | 25                 |
| Pays-Bas (Nederlandse Top 40)          | 24                 |
| Royaume-Uni (UK Singles Chart)         | 13                 |
| Suède (Sverigetopplistan)              | 17                 |

| Classement (1987)              | Meilleure position |
| ------------------------------ | ------------------ |
| Irlande (IRMA)                 | 8                  |
| Pays-Bas (Single Top 100)      | 55                 |
| Royaume-Uni (UK Singles Chart) | 19                 |
| France (IFOP)                  | 62                 |